# Funeral de Estado de John F. Kennedy

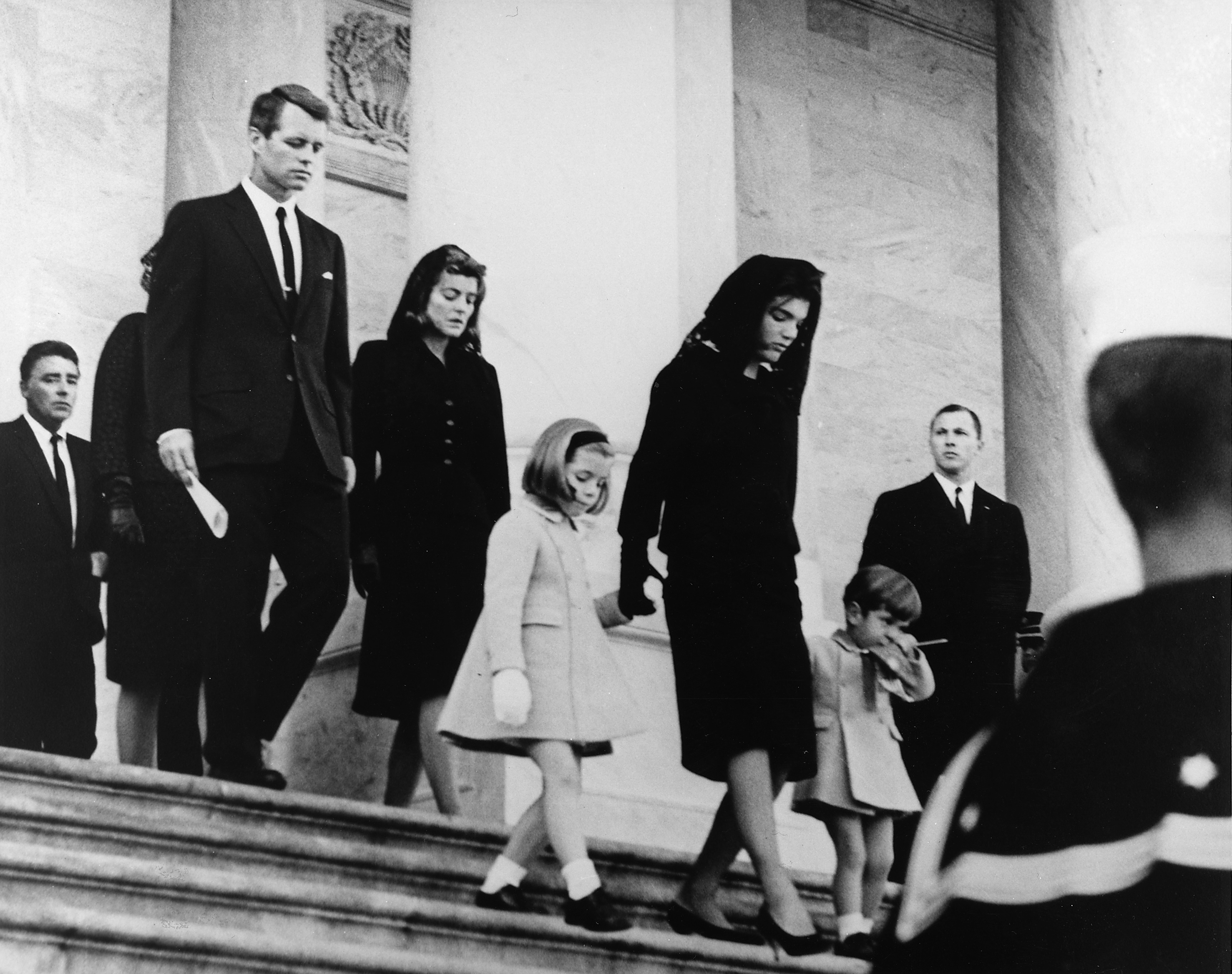
Robert F. Kennedy e Patricia Kennedy Lawford seguindo a ex-primeira-dama Jacqueline Kennedy enquanto ela deixa o Capitólio dos Estados Unidos com John F. Kennedy, Jr. e Caroline Kennedy, após o velório do presidente John F. Kennedy.

O funeral de Estado do presidente dos Estados Unidos John F. Kennedy ocorreu em Washington, D.C., durante os três dias que se seguiram ao seu assassinato na sexta-feira, 22 de novembro de 1963, em Dallas, no Texas.
O corpo de Kennedy foi levado de volta a Washington após seu assassinato. No início de 23 de novembro, seis carregadores militares carregaram o caixão coberto com a bandeira para a Sala Leste da Casa Branca, onde ele permaneceu em repouso por 24 horas. Então, seu caixão coberto com uma bandeira foi carregado em um caixão puxado por cavalos até o Capitólio para o velório. Ao longo do dia e da noite, centenas de milhares de pessoas fizeram fila para ver o caixão guardado, com um quarto de milhão passando pela rotunda as dezoito horas em que permaneceu em exposição.
O funeral de Kennedy foi realizado em 25 de novembro, na Catedral de São Mateus. A Missa de Réquiem foi liderada pelo Cardeal Richard Cushing. Cerca de 1.200 convidados, incluindo representantes de mais de 90 países, compareceram. Após o serviço religioso, Kennedy foi sepultado no Cemitério Nacional de Arlington na Virgínia.

## Preparativos
Depois que o presidente John F. Kennedy foi assassinado em Dallas, seu corpo foi levado de volta para Washington, e levado ao Hospital Naval de Bethesda para a autópsia. Ao mesmo tempo, as autoridades militares começaram a tomar providências para um funeral de Estado. O major-general do Exército Philip C. Wehle, comandante geral do Distrito Militar de Washington (MDW) (CG MDW), e o coronel aposentado do Exército Paul C. Miller, chefe de cerimônias e eventos especiais no MDW, planejaram o funeral.
Eles foram para a Casa Branca e trabalharam com o cunhado do presidente, Sargent Shriver, também diretor do Corpo da Paz, e Ralph Dungan, assessor do presidente. Como o presidente Kennedy não tinha um plano funerário em vigor, grande parte do planejamento cabia ao CG MDW. O presidente da Câmara, John W. McCormack, disse que o corpo do presidente seria levado de volta à Casa Branca para ficar na Sala Leste no dia seguinte e depois levado ao Capitólio para ficar exposto na rotunda durante todo o domingo.
No dia seguinte ao assassinato, o novo presidente, Lyndon B. Johnson, emitiu a Proclamação Presidencial 3561, declarando que segunda-feira seria um dia de luto nacional, e apenas trabalhadores de emergência essenciais estariam em seus postos. Ele leu a proclamação em uma transmissão nacional de rádio e televisão às 16h45 da Sala dos Peixes (atualmente conhecida como Sala Roosevelt) na Casa Branca.
Vários elementos do funeral de Estado prestaram homenagem ao serviço do presidente Kennedy na Marinha durante a Segunda Guerra Mundial. Eles incluíram um membro da Marinha carregando a bandeira presidencial, a execução do hino da Marinha, "Eternal Father, Strong to Save," e o Glee Club da Academia Naval se apresentou na Casa Branca.

## Repouso na Casa Branca

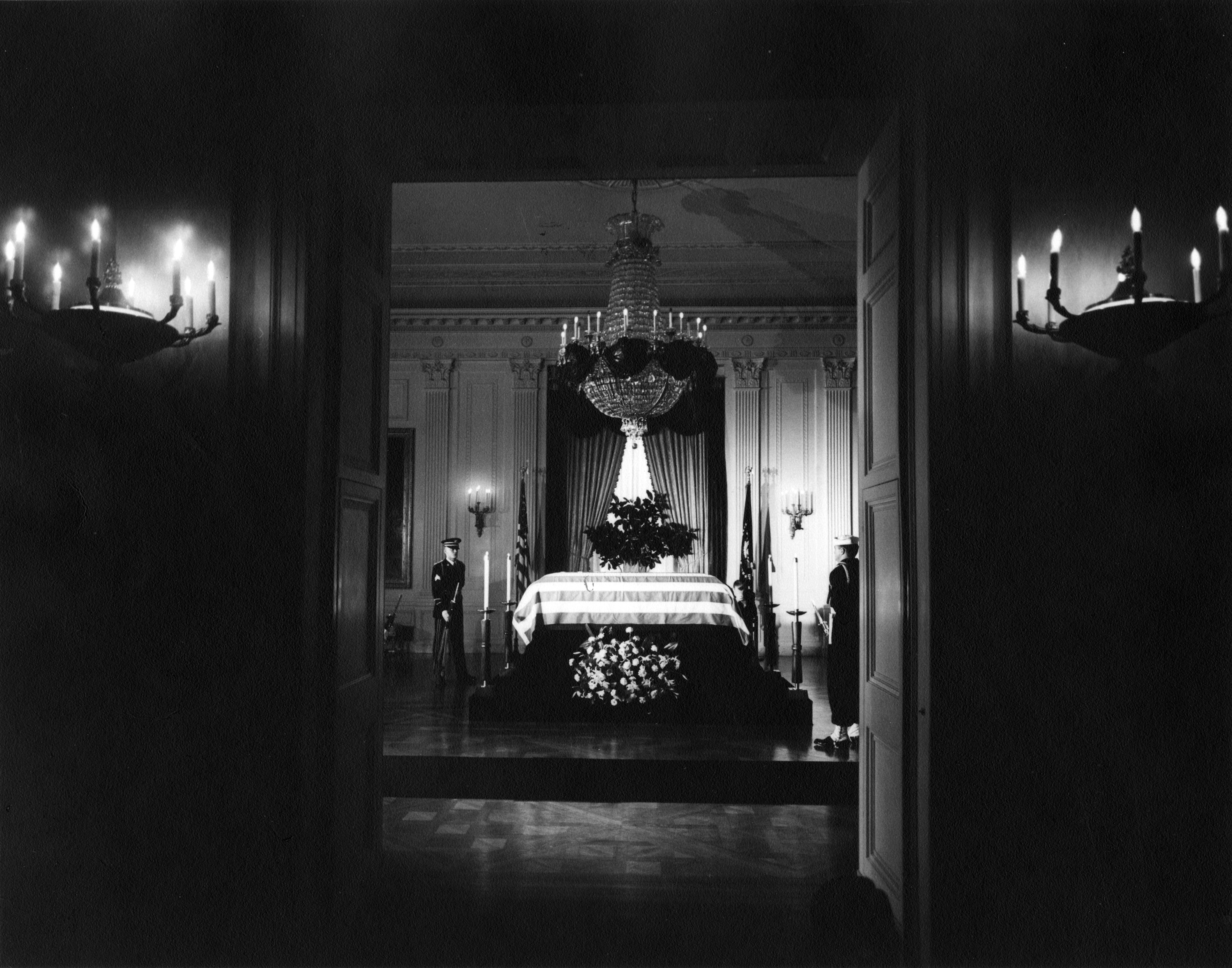
Presidente John F. Kennedy repousa na Sala Leste da Casa Branca.

Após a autópsia no Hospital Naval de Bethesda, o corpo do presidente Kennedy foi preparado para o sepultamento por embalsamadores da Casa Funerária de Gawler em Washington, que realizaram os procedimentos de embalsamamento e restauração cosmética em Bethesda. Em seguida, o corpo do presidente Kennedy foi vestido com um terno listrado cinza-azulado com camisa branca, sapatos pretos e gravata azul com bolinhas, enquanto um rosário católico foi colocado em suas mãos e então colocado em um novo caixão de mogno no lugar do caixão de bronze usado para transportar o corpo de Dallas. O caixão de bronze foi danificado durante o transporte; em 1966, a pedido da família Kennedy, foi descartado pela Força Aérea no Oceano Atlântico para que não "caísse em mãos de caçadores de sensações".
O corpo do presidente Kennedy foi devolvido à Casa Branca por volta das 4h30 EST do sábado, 23 de novembro. A carreata que transportava os restos mortais foi recebida no portão da Casa Branca por uma guarda de honra do Corpo de Fuzileiros Navais, que a escoltou até o Pórtico Norte. Os carregadores levaram o caixão para a Sala Leste, onde, quase cem anos antes, o corpo de Abraham Lincoln jazia. O caixão do presidente Kennedy foi colocado em um catafalco anteriormente usado para os funerais dos Soldados Desconhecidos da Guerra da Coreia e da Segunda Guerra Mundial em Arlington. Jacqueline Kennedy declarou que o caixão seria mantido fechado para visualização e funeral. O tiro na cabeça do presidente Kennedy deixou uma ferida aberta, e líderes religiosos disseram que um caixão fechado minimizava a concentração mórbida do corpo.
A Sra. Kennedy, ainda vestindo o terno manchado de sangue que usava em Dallas, não havia deixado o corpo do seu marido desde que ele foi baleado. Somente depois que o caixão foi colocado na Sala Leste, coberto com crepe preto, ela se retirou para seus aposentos privados.
O corpo do presidente Kennedy permaneceu em repouso na Sala Leste por 24 horas, assistido por uma guarda de honra incluindo tropas do 3.º Regimento de Infantaria e das Forças Especiais do Exército (Boinas Verdes). As tropas das Forças Especiais foram trazidas às pressas de Fort Bragg, na Carolina do Norte, a pedido do procurador-geral Robert F. Kennedy, que estava ciente do interesse particular de seu irmão por elas.
A Sra. Kennedy solicitou que dois padres católicos permanecessem com o corpo até o funeral oficial. Uma ligação foi feita para a Universidade Católica da América, e Mons. Robert Paul Mohan e o Pe. Gilbert Hartke, dois padres proeminentes de Washington, D.C., foram imediatamente despachados para a tarefa. Uma missa solene foi celebrada para a família na Sala Leste às 10h30 do sábado, 23 de novembro. O padre M. Frank Ruppert, da paróquia da Catedral de São Mateus, celebraria uma missa na Sala Leste no dia seguinte. Após a missa, outros familiares, amigos e outros funcionários do governo vieram em horários específicos para prestar suas homenagens ao presidente Kennedy. Isso incluiu os ex-presidentes Harry S. Truman e Dwight D. Eisenhower. O outro ex-presidente sobrevivente na época, Herbert Hoover, estava doente demais para comparecer ao funeral de Estado, e foi representado por seus filhos, Herbert Jr. e Allan.
No Lafayette Park, do outro lado da rua da Casa Branca, multidões ficaram sob a chuva, mantendo a vigília que começou no dia anterior e continuaria até o funeral. Choveu o dia todo em Washington, condizente com o humor da nação.

## Velório

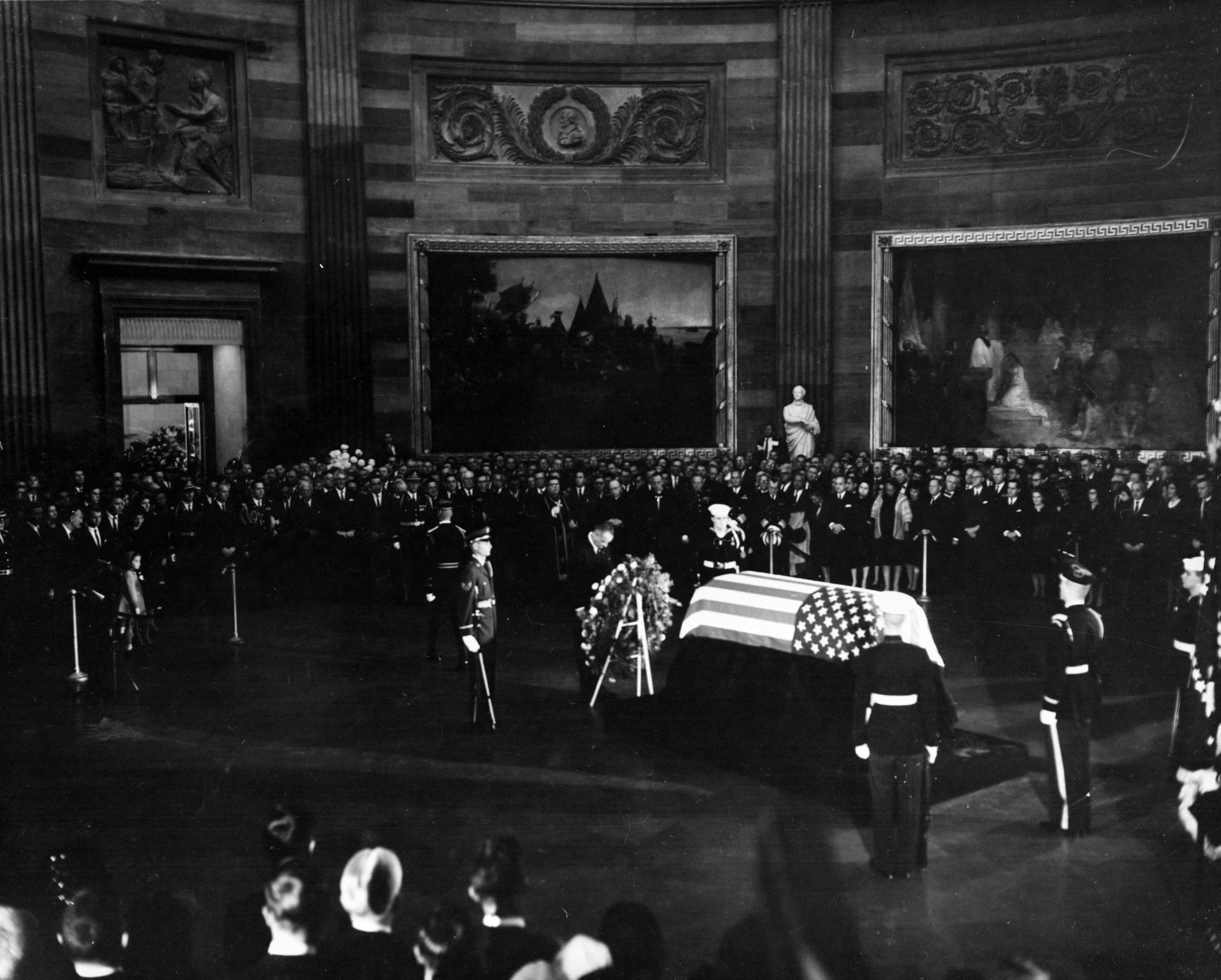
Presidente Lyndon B. Johnson colocando uma coroa de flores diante do caixão coberto com a bandeira do presidente Kennedy, durante os serviços fúnebres realizados na rotunda do Capitólio dos Estados Unidos, em 24 de novembro de 1963.

Na tarde de domingo, cerca de 300.000 pessoas assistiram a um caixão puxado por um cavalo, que havia carregado o corpo de Franklin D. Roosevelt e do Soldado Desconhecido, carregava o caixão coberto com a bandeira do presidente Kennedy pela estrada da Casa Branca, passando por filas paralelas de soldados ostentando as bandeiras dos 50 estados da União, depois ao longo da Avenida Pensilvânia até a rotunda do Capitólio para o velório ao público. Os únicos sons na Avenida Pensilvânia enquanto o cortejo se dirigia ao Capitólio eram os sons dos tambores abafados e o barulho dos cascos dos cavalos, incluindo o cavalo sem cavaleiro (enfeitado) Black Jack. Os jornalistas marcharam e foram os últimos no cortejo a caminho do Capitólio.
A viúva, segurando os dois filhos pela mão, liderou o luto público pelo país. Na rotunda, a Sra. Kennedy e sua filha Caroline se ajoelharam ao lado do caixão, que repousava sobre o catafalco de Lincoln. John Jr., de três anos, foi retirado brevemente da rotunda para não atrapalhar o serviço religioso. A Sra. Kennedy manteve a compostura enquanto seu marido era levado ao Capitólio para o velório, bem como durante o serviço memorial.
Breves elogios foram feitos dentro da rotunda pelo líder da maioria no Senado, Mike Mansfield, de Montana, pelo chefe de justiça Earl Warren, e pelo presidente da Câmara McCormack.
O presidente Kennedy foi o primeiro presidente em mais de 30 anos a ter um velório na rotunda, o último sendo William Howard Taft em 1930, e o primeiro democrata a ter um velório no Capitólio.

### Visualização pública
Na única exibição pública, milhares de pessoas fizeram fila em temperaturas quase congelantes para ver o caixão. Ao longo de 18 horas, 250.000 pessoas, algumas esperando por até 10 horas em uma fila de até 10 larguras que se estendia por 40 quarteirões, prestaram pessoalmente suas homenagens enquanto o corpo do presidente Kennedy era exposto. Os policiais do Capitólio lembraram educadamente aos enlutados que continuassem se movendo em duas filas que passavam de cada lado do caixão e saíam do prédio pelo lado oeste, de frente para o National Mall.
O plano original era que a rotunda fechasse às 21h e reabrir por uma hora às 9h da manhã seguinte. Devido às longas filas, as autoridades policiais e militares decidiram manter as portas abertas. às 21h, quando a rotunda deveria fechar, tanto Jacqueline Kennedy quanto Robert F. Kennedy retornaram à rotunda novamente. Mais de metade dos enlutados chegaram à rotunda depois das 2h45, altura em que 115.000 já tinham visitado. Os oficiais militares duplicaram as linhas, primeiro para duas lado a lado, depois para quatro lado a lado.
Ao apresentar o programa Today de um estúdio da NBC Washington no dia seguinte, Hugh Downs disse que os números fizeram dele "o maior e mais solene velório da história". O correspondente da CBS em Washington, Roger Mudd, disse sobre os números: "Esta efusão de afeto e simpatia pelo falecido presidente é provavelmente a cerimônia mais majestosa e imponente que o povo americano pode realizar." Jersey Joe Walcott, ex-campeão de boxe peso pesado, passou pelo esquife às 2h30 e concordou com Mudd, dizendo do presidente Kennedy, "Ele era um grande homem."

## Funeral
Enquanto as pessoas viam o caixão, as autoridades militares realizaram reuniões na Casa Branca, na sede do MDW e no Cemitério Nacional de Arlington para planejar os eventos de segunda-feira. Primeiro, eles decidiram que a exibição pública deveria terminar às 9h EST e que as cerimônias começariam às 10h30 EST.
Ao contrário da procissão de domingo, que foi liderada apenas pela bateria abafada, a de segunda-feira foi expandida para incluir outras unidades militares. Oficiais militares também concordaram com os pedidos da viúva de Kennedy, Jacqueline Kennedy. Eles concordaram que a Banda do Corpo de Fuzileiros Navais deveria liderar a procissão fúnebre, que incluiria duas unidades militares estrangeirass—10 flautistas da Guarda Negra Escocesa (Royal Highland Regiment) marchando da Casa Branca até a Catedral de São Mateus Apóstolo, um grupo de 30 cadetes das Forças de Defesa da Irlanda—a pedido da Sra. Kennedy—realizando exercícios silenciosos no local do túmulo e colocando uma chama eterna no túmulo. Os cadetes vieram de Curragh Camp, Condado de Kildare, na Irlanda. Os cadetes viajaram com o presidente irlandês Éamon de Valera, e juntos prestaram homenagem à ascendência irlandesa de Kennedy. Este é o único funeral de Estado nos Estados Unidos que apresenta forças militares estrangeiras.
Aproximadamente um milhão de pessoas alinharam-se no percurso do cortejo fúnebre, do Capitólio de volta à Casa Branca, depois à Catedral de São Mateus e, finalmente, ao Cemitério Nacional de Arlington.
Os acontecimentos do dia começaram às 8h25, quando o MPDC cortou a fila dos enlutados que esperavam para entrar na rotunda. Fizeram-no porque um grande grupo tentou invadir a fila e o MPDC não conseguiu separar aqueles que já estavam na fila, muitos dos quais esperaram por cinco horas. Trinta e cinco minutos depois, as portas se fecharam, encerrando o velório; os últimos visitantes passaram às 9h05. Quando as portas se fecharam, mais de 50 mil estavam esperando do lado de fora.
Às 10h, ambas as casas do Congresso se reuniram para aprovar resoluções expressando pesar. No Senado, a senadora republicana do Maine, Margaret Chase Smith, colocou uma rosa na mesa que Kennedy ocupou quando estava no Senado.

### Procissão até a catedral

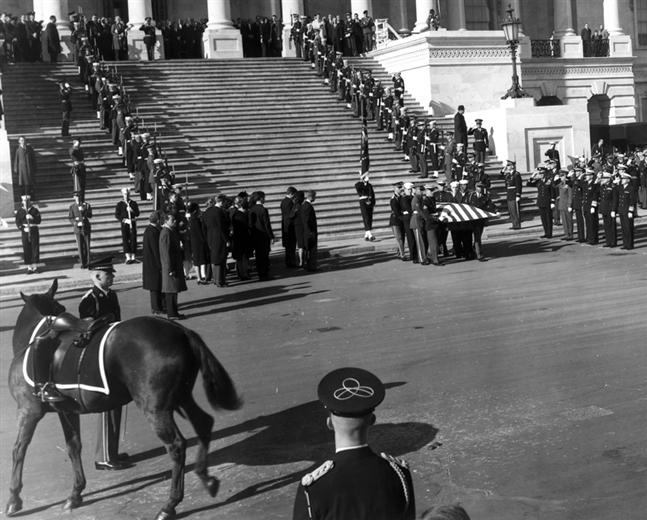
O cavalo sem cavaleiro (enfeitado) chamado "Black Jack" durante a cerimônia de partida realizada na escadaria central do Capitólio dos Estados Unidos.

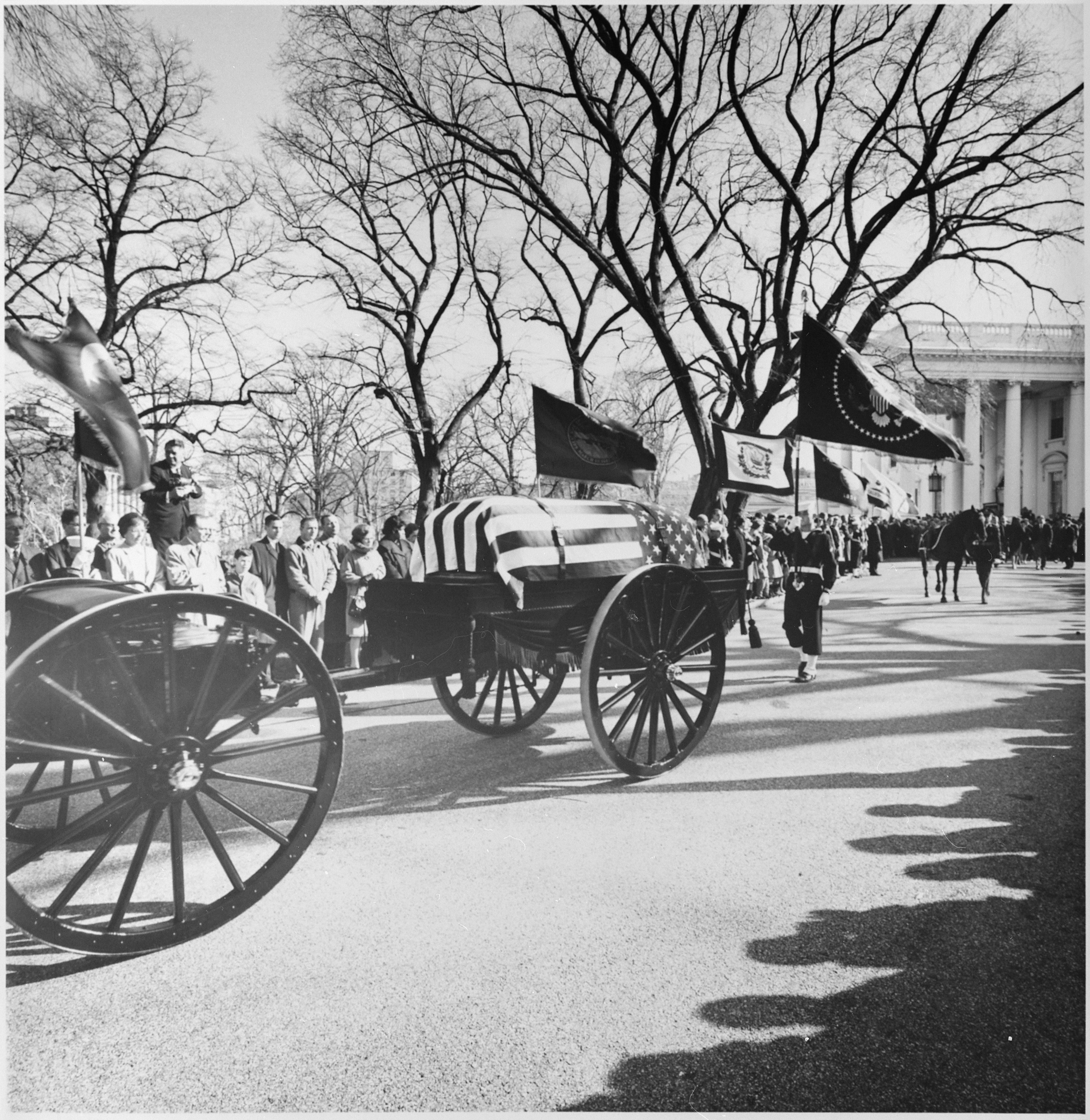
Um porta-malas e caixões carregando o caixão do presidente John F. Kennedy visto movendo0se pela estrada da Casa Branca a caminho da Catedral de São Mateus em 25 de novembro de 1963. Uma guarda de cor segurando as cores presidenciais, a bandeira presidencial dos Estados Unidos e o cavalo "Black Jack" seguem atrás.

Depois que Jacqueline Kennedy e seus cunhados, o procurador-geral Robert Kennedy e o senador democrata de Massachusetts Ted Kennedy, visitaram a rotunda, o caixão foi levado para o caixão. às 10h50, o caixão deixou o Capitólio. Dez minutos depois, a procissão começou, voltando para a Casa Branca. Quando a procissão chegou à Casa Branca, todas as unidades militares, exceto a companhia dos Fuzileiros Navais, viraram à direita na Avenida Pensilvânia e entraram na 17th Street. Um pelotão da companhia dos Fuzileiros Navais virou no portão nordeste e conduziu o cortejo até o Pórtico Norte.
Na Casa Branca, a procissão recomeçou a pé por cerca de 1,4 km até a Catedral de São Mateus, liderada por Jacqueline Kennedy e os irmãos do presidente falecido, Robert e Edward (Ted) Kennedy. Eles percorreram o mesmo caminho que John F. Kennedy e Jacqueline Kennedy costumavam usar quando iam à missa na catedral. Isto também marcou a primeira vez que uma primeira-dama participou do cortejo fúnebre de seu marido. Os dois filhos Kennedy viajaram em uma limusine atrás da mãe e dos tios. O resto da família Kennedy, exceto o pai do presidente, Joseph P. Kennedy, que estava doente, esperou na catedral. O Kennedy mais velho ficou de luto sozinho em Hyannis Port.
O recém-empossado presidente Lyndon B. Johnson, sua esposa Lady Bird, e suas duas filhas Luci e Lynda também marcharam na procissão. O presidente Johnson foi aconselhado a não o fazer devido ao risco potencial na sequência do assassinato do presidente Kennedy. O presidente Johnson relatou suas experiências em suas memórias, dizendo: "Lembro-me de marchar atrás do caixão até a Catedral de São Mateus. O barulho abafado dos tambores criou um eco comovente." Ele disse a Merle Miller: "Participar da procissão foi uma das decisões mais difíceis que tomei. O FBI... e o Serviço Secreto sentiram...que seria imprudente e insensato que o presidente americano se expusesse caminhando pela avenida com todos os edifícios de cada lado...Eu...concluí...que era algo que eu queria fazer, deveria fazer, e faria, e assim fiz." Quando ele se mudou para o Salão Oval no dia seguinte, havia uma carta da Sra. Kennedy em sua mesa, que começava com "Obrigada por caminhar ontem..." Os dignitários estrangeiros o seguiram, embora a maioria tenha passado despercebido, seguindo respeitosamente atrás da ex-primeira-dama e da família Kennedy durante a caminhada relativamente curta até a catedral ao longo da Avenida Connecticut.
Enquanto os dignitários marchavam, havia uma forte presença de segurança devido às preocupações com o potencial assassinato de tantos líderes mundiais, sendo o maior deles o presidente francês Charles de Gaulle, que tinha ameaças específicas contra a sua vida. O subsecretário de Estado George Ball ocupou o centro de operações do Departamento de Estado com o objetivo de garantir que nenhum incidente ocorresse. Ele contou em suas memórias, The Past Has Another Pattern, que "sentiu que era imperativo que um oficial responsável permanecesse no centro de comunicações, pronto para lidar com tal emergência". Ele comandou o centro de operações com seu vice para assuntos políticos, U. Alexis Johnson. Rusk contou que o maior alívio veio quando de Gaulle retornou para Paris.
A viúva, usando um véu preto, subiu os degraus da catedral segurando as mãos de seus dois filhos, com John Jr., cujo terceiro aniversário caiu no dia do funeral de seu pai, à sua esquerda, e Caroline à sua direita. Por causa do funeral e do dia de luto, a viúva adiou a festa de aniversário de John Jr. para 5 de dezembro, último dia em que a família esteve na Casa Branca.

### Missa fúnebre na catedral
Cerca de 1.200 convidados assistiram à missa fúnebre na catedral. O Arcebispo de Boston, Richard Cushing, celebrou a missa fúnebre na catedral onde Kennedy, um católico praticante, costumava adorar. O Cardeal Cushing era um amigo próximo da família que testemunhou e abençoou o casamento do senador Kennedy e Jacqueline Bouvier em 1953. Ele também batizou dois de seus filhos, havia dado a invocação na posse do presidente Kennedy, e oficializou o recente funeral de seu filho pequeno, Patrick Bouvier Kennedy.
A pedido da Sra. Kennedy, a missa de Réquiem foi uma missa baixa de réquiem pontifícia—isto é, uma versão simplificada da missa, com a missa recitada ou falada e não cantada.
Não houve elogio formal na missa fúnebre (pois era proibido pela Igreja Católica na época). No entanto, o bispo auxiliar de Washington, o Reverendíssimo Philip Hannan, proferiu o sermão onde foram proferidas seleções dos escritos e discursos de Kennedy. O bispo Hannan foi convidado a falar pela Sra. Kennedy. As leituras incluíam uma passagem do terceiro capítulo de Eclesiastes: "Há um tempo determinado para tudo...um tempo de nascer e um tempo de morrer...um tempo de amar e um tempo de odiar...um tempo de guerra e um tempo de paz." Ele então concluiu seus comentários lendo todo o discurso de posse de Kennedy.
Jacqueline Kennedy solicitou que Luigi Vena cantasse Ave Maria de Franz Schubert como ele fez durante o casamento. Por alguns momentos, ela perdeu a compostura e soluçou enquanto a música enchia a catedral.

### Sepultamento
O caixão foi carregado novamente em caixão na etapa final até o Cemitério Nacional de Arlington para o sepultamento. Momentos depois que o caixão foi carregado pelos degraus da frente da catedral, Jacqueline Kennedy sussurrou para seu filho, após o que ele saudou o caixão de seu pai; a imagem, tirada pelo fotógrafo Stan Stearns, tornou-se uma representação icônica da década de 1960.
As crianças foram consideradas demasiado jovens para assistir ao sepultamento, por isso foi neste momento que as crianças se despediram do pai.
Praticamente todos os demais seguiram o caixão em uma longa fila de limusines pretas que passavam pelo Lincoln Memorial e cruzavam o rio Potomac. Muitas das unidades militares não participaram do serviço fúnebre e partiram logo após cruzar o Potomac. Como a fila de carros que levavam os dignitários estrangeiros era longa, os últimos carros que transportavam os dignitários deixaram a Catedral de São Mateus quando a procissão entrou no cemitério. Os serviços funerários já haviam começado quando o último carro chegou. Guardas de segurança caminhavam ao lado dos carros que transportavam os dignitários, sendo que aquele que transportava o presidente francês tinha mais—10.
Um destacamento de 30 cadetes das Forças de Defesa da Irlanda, realizou, a pedido de Jackie Kennedy, um exercício silencioso e solene à beira do túmulo, conhecido como Exercício Rainha Ana.
Os serviços fúnebres terminaram às 15h15 EST, quando a viúva acendeu uma chama eterna para queimar continuamente sobre seu túmulo. às 15h34 EST, o caixão contendo seus restos mortais foi baixado à terra, quando "Kennedy escapou da vista mortal—longe da vista, mas não do coração e da mente." Kennedy tornou-se assim apenas o segundo presidente a ser enterrado em Arlington, depois de Taft, o que significava que, naquela época, os dois presidentes mais recentes a ter um velório na rotunda do Capitólio foram enterrados em Arlington. Kennedy foi enterrado em Arlington exatamente duas semanas depois de sua última visita lá, quando veio para as comemorações do Dia dos Veteranos.

## Galeria

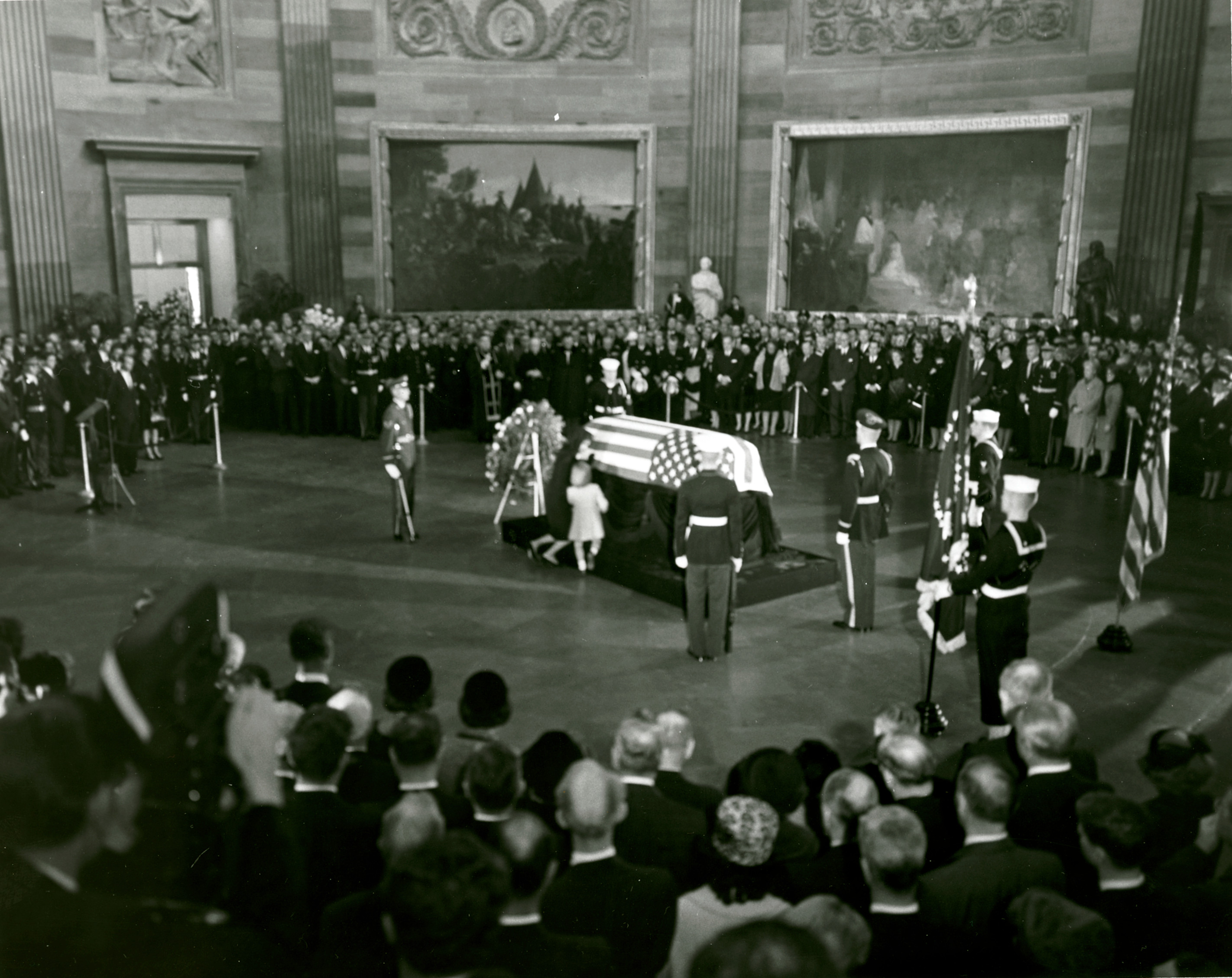
Os restos mortais do presidente Kennedy jazem na rotunda do Capitólio dos Estados Unidos em 24 de novembro de 1963.
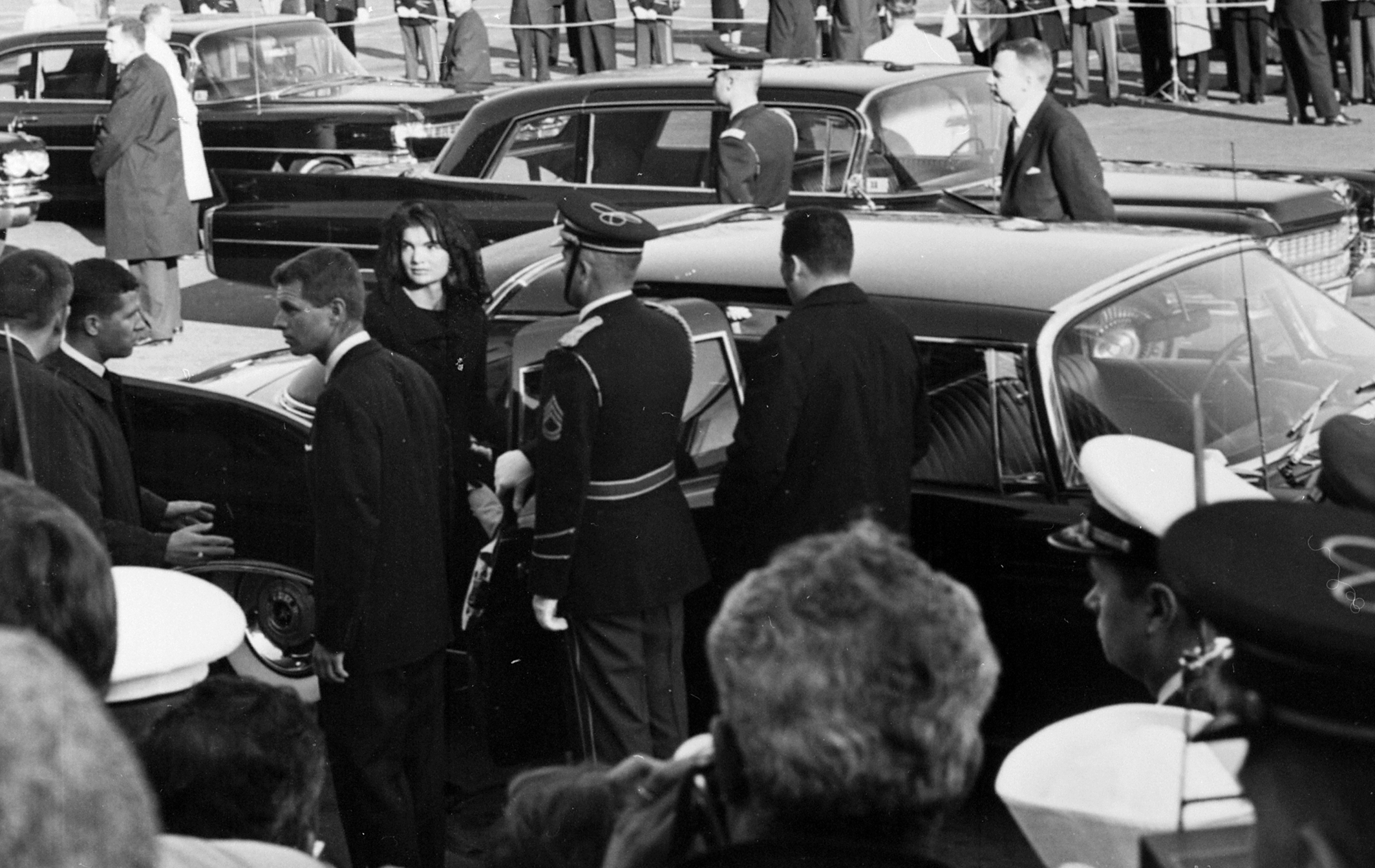
Jacqueline Kennedy e Robert F. Kennedy prestes a entrar em uma limusine em 24 de novembro de 1963.
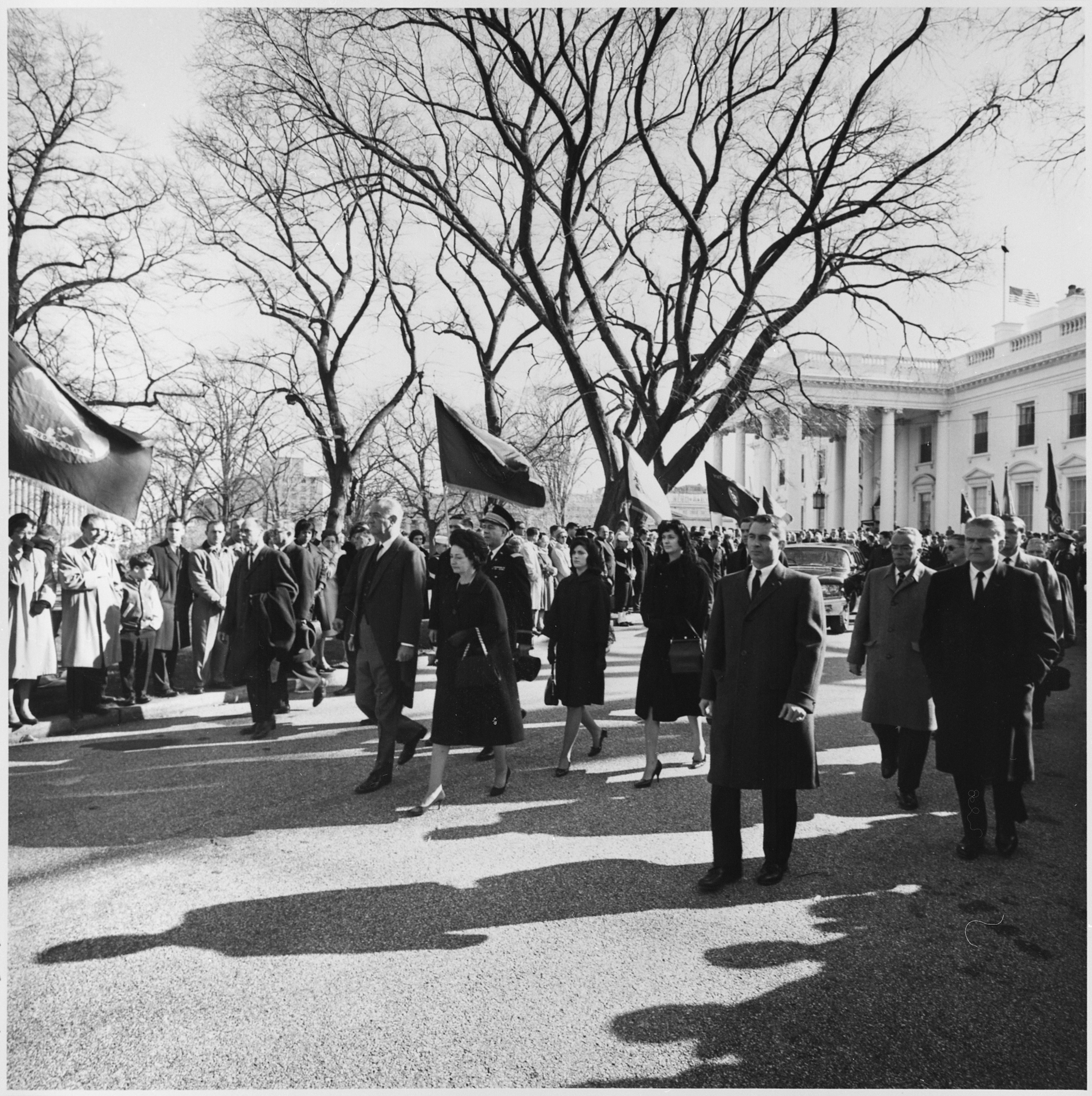
Presidente Lyndon B. Johnson, Lady Bird Johnson e a família Johnson saindo da Casa Branca como parte do cortejo fúnebre que acompanhou o caixão do presidente Kennedy até a Catedral de São Mateus Apóstolo em 25 de novembro de 1963.
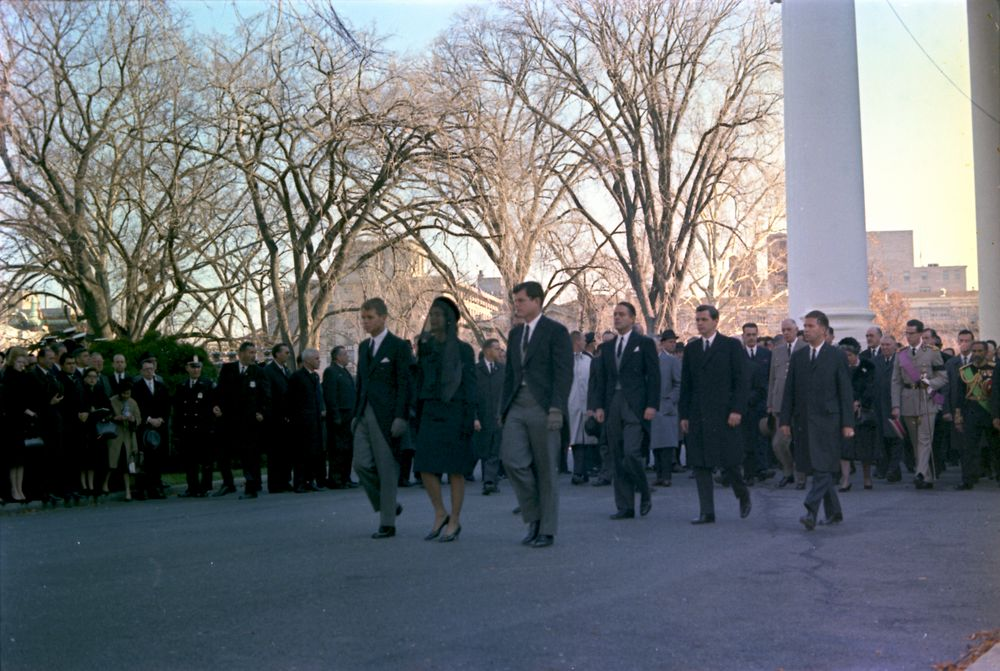
Jacqueline Kennedy, acompanhada por seus cunhados, o procurador-geral Robert F. Kennedy e o senador Edward Kennedy, saindo da Casa Branca como parte do cortejo fúnebre que acompanhava o caixão do presidente Kennedy até a Catedral de São Mateus Apóstolo, em Washington, D.C., em 25 de novembro de 1963.
Uma guarda de honra dobra a bandeira dos Estados Unidos no Cemitério Nacional de Arlington em preparação para a apresentação da bandeira a Jacqueline Kennedy em 25 de novembro de 1963.
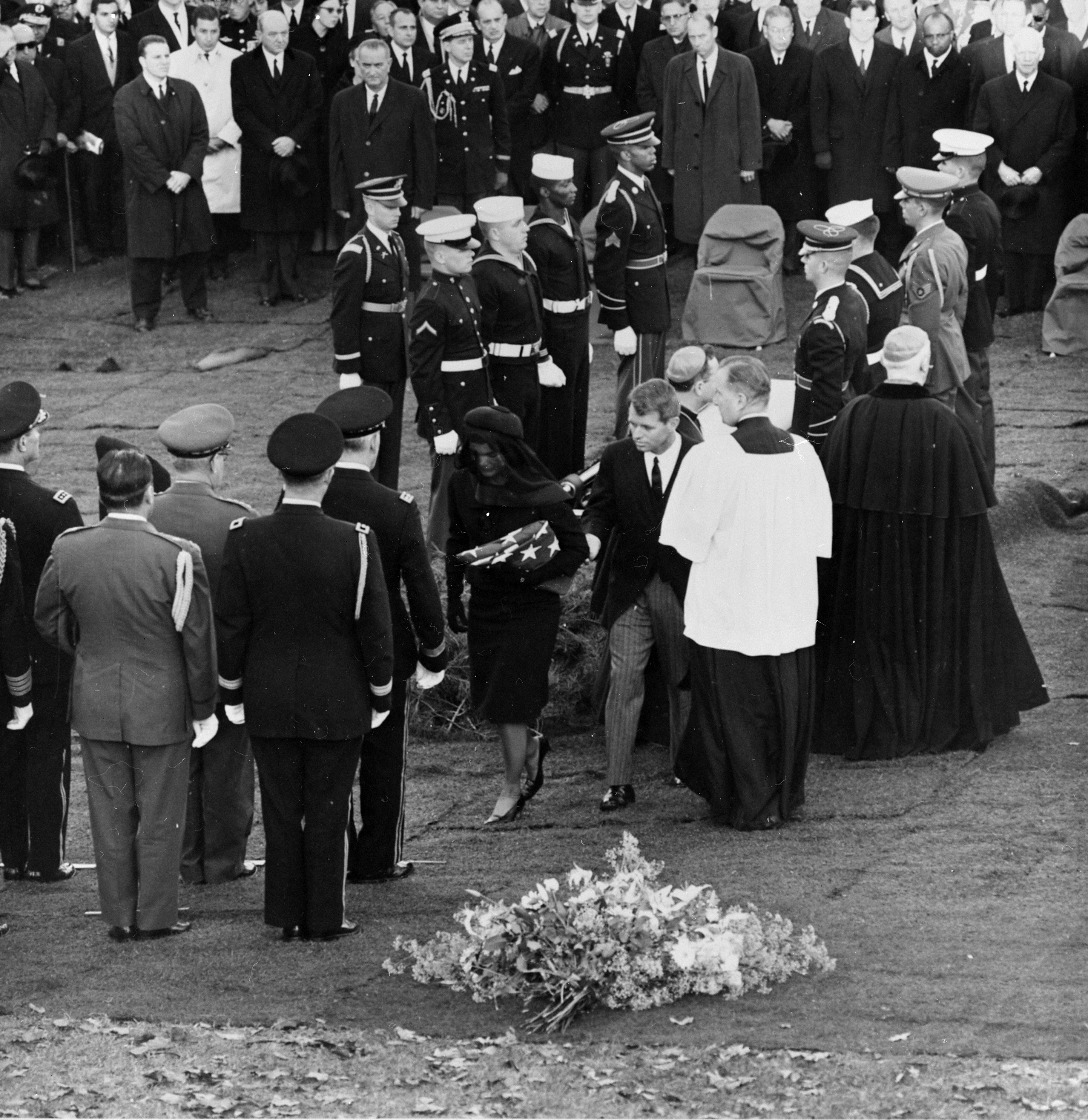
Jacqueline Kennedy e o procurador-geral Robert F. Kennedy afastam-se do caixão do presidente Kennedy durante o enterro no Cemitério Nacional de Arlington, em 25 de novembro de 1963.

## Dignitários

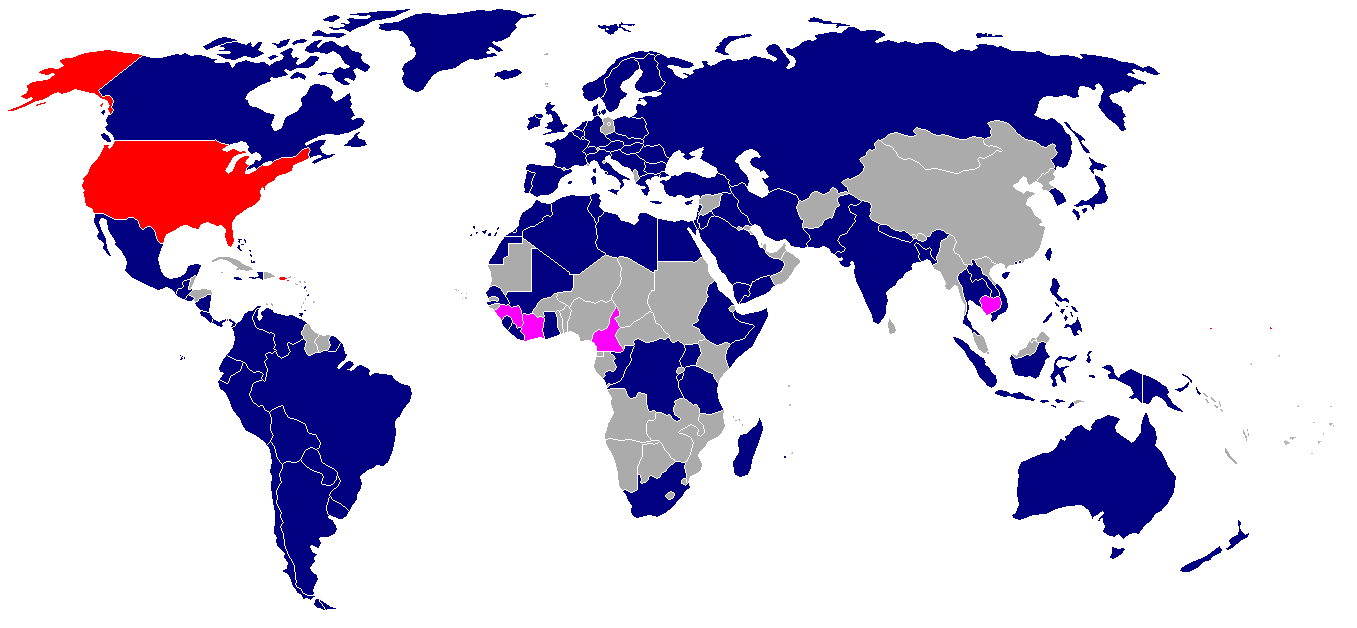
Nações que compareceram ao funeral (azul) ou cujos dignitários chegaram tarde demais (rosa), mas compareceram à recepção do presidente Lyndon B. Johnson em 25 de novembro.

Enquanto o presidente Kennedy estava sendo velado, dignitários estrangeiros — incluindo chefes de Estado e de governo e membros de famílias reais — começaram a chegar a Washington para assistir ao funeral de Estado na segunda-feira. O Secretário de Estado Dean Rusk e outros funcionários do Departamento de Estado foram aos dois aeroportos comerciais de Washington para cumprimentar pessoalmente dignitários estrangeiros.
Com tantos dignitários estrangeiros presentes no funeral, alguns oficiais das forças de segurança, incluindo o chefe do MPDC, Robert V. Murray, disseram mais tarde que foi o maior pesadelo de segurança que já haviam enfrentado.
Desde o funeral do rei Eduardo VII da Grã-Bretanha, em 1910, nunca tinha havido uma reunião tão grande de presidentes, primeiros-ministros e membros da realeza num funeral de Estado. Ao todo, 220 dignitários estrangeiros de 92 países, cinco agências internacionais e o papado compareceram ao funeral. Os dignitários incluíram 19 chefes de Estado e de governo e membros de famílias reais. Esta foi a maior reunião de estadistas estrangeiros na história dos Estados Unidos.
Entre os dignitários que compareceram ao funeral estavam o presidente francês Charles de Gaulle, o rei Balduíno da Bélgica, o imperador etíope Haile Selassie, o presidente irlandês Éamon de Valera, o presidente filipino Diosdado Macapagal e o presidente da Alemanha Ocidental Heinrich Lübke. A União Soviética foi representada pelo primeiro vice-premiê Anastas Mikoyan.

### Recepções pós-funeral
Após o funeral, os dignitários estrangeiros compareceram a uma recepção na Casa Branca para prestar suas homenagens à Sra. Kennedy, seguida de uma recepção no Departamento de Estado organizada pelo Secretário de Estado Rusk. Johnson se reuniria com vários líderes mundiais no dia seguinte, quando se mudasse para o Salão Oval da Casa Branca, incluindo Ludwig Erhard e Haile Selassie.

## Cobertura televisiva
O funeral de Estado foi o primeiro na era da televisão e foi transmitido ao vivo do início ao fim, sem parar, durante 70 horas.
A NBC transmitiu cobertura ininterrupta das pessoas que passavam pela rotunda do Capitólio durante a noite. Reuven Frank contou que o vice-presidente da NBC News, Bill McAndrew, ordenou fotos da multidão passando pela rotunda a noite toda, o que proporcionou um efeito calmante.
Milhões acompanharam o funeral pela televisão. Aqueles que assistiram ao funeral pela televisão foram os únicos que assistiram à cerimônia na íntegra. As três redes, ABC, CBS e NBC usaram pelo menos 50 câmeras para a cobertura conjunta, a fim de permitir que os telespectadores acompanhassem os procedimentos em sua totalidade, do Capitólio a Arlington. A cobertura do pool foi feita pela CBS. Além disso, os chefes da sucursal das redes em Washington (Bob Fleming na ABC, Bill Monroe na NBC e Bill Small na CBS) transferiram correspondentes e câmeras para mantê-los à frente do cortejo. Small tinha correspondentes ao longo do cortejo, enquanto Fleming tinha Howard K. Smith e Edward P. Morgan como âncoras do estúdio da ABC em Washington e Monroe tinha a equipe do The Huntley–Brinkley Report dos âncoras Chet Huntley e David Brinkley em Washington.
A NBC transmitiu a cobertura da procissão da Casa Branca até a catedral por satélite para vinte e três países, incluindo o Japão e a União Soviética, permitindo que centenas de milhões de pessoas em ambos os lados da Cortina de Ferro na Europa assistissem ao funeral. A cobertura por satélite terminou quando o caixão foi para a catedral. Na União Soviética, Yuri Fokin disse que "a dor do povo soviético se mistura com a dor do povo americano." Não houve cobertura na Alemanha Oriental, onde o público da televisão tinha apenas uma partida de futebol para assistir. Na Irlanda, a cobertura do funeral foi transmitida ao vivo pelo serviço de televisão Teilifís Éireann ao público irlandês via satélite Telstar. A audiência irlandesa só pôde assistir aos 25 minutos que mostraram o caixão do presidente Kennedy sendo levado à Catedral de São Mateus. O público da televisão irlandesa também não viu todas as filmagens ao vivo, mas os comentários em áudio de Michael O'Hehir permaneceram disponíveis para eles o tempo todo. Na Grã-Bretanha, a cobertura do funeral foi transmitida pela BBC e pela ITV, que também transmitiu o funeral ao vivo pela Telstar. O principal comentarista de notícias da BBC, Richard Dimbleby, fez comentários ao vivo do funeral na BBC-TV, enquanto Brian Connell fez comentários ao vivo do funeral na ITV.
O padre Leonard Hurley, um padre católico, forneceu os comentários da missa fúnebre para as redes.

## Na cultura popular
- No filme de 2016, Jackie retrata Jacqueline Kennedy, interpretada por Natalie Portman, enquanto ela planeja e projeta o funeral de Estado.

### Citações
1. ↑  United Press International & American Heritage 1964, pp. 3–5
2. 1 2  Associated Press 1963, pp. 36–37, 56–57, 68
3. ↑  The New York Times 2003, pp. 197–201
4. 1 2 3 4 5  White 1965, p. 16
5. 1 2  NBC News 1966, pp. 106–107, 110, 114–115, 119–123, 133–134
6. 1 2 3 4  White 1965, p. 17
7. 1 2  Associated Press 1963
8. 1 2 3 4  NBC News 1966, p. 126
9. ↑  Associated Press 1963, pp. 29–30
10. ↑  Associated Press 1963, pp. 30–31
11. ↑  NBC News 1966
12. ↑  NBC News 1966, pp. 22, 26
13. ↑  White 1965, p. 9
14. 1 2 3  Mossman & Stark 1971, p. 188
15. ↑  Chapman, William (27 de novembro de 1963). «Tense Hours of Planning Assured Kennedy Rites' Flawless Precision». The Washington Post. p. A5
16. ↑  The New York Times 2003, pp. 497–498
17. ↑  Associated Press 1963, pp. 31, 33
18. ↑  NBC News 1966, pp. 29, 30
19. ↑  NBC News 1966, pp. 28, 34, 38
20. ↑  Associated Press 1963, p. 40
21. ↑  United Press International & American Heritage 1964, pp. 52–53
22. ↑  «Government Offices Closed by President». The Washington Post. 24 de novembro de 1963. p. A15
23. ↑  NBC News 1966, pp. 72–73
24. 1 2  Chapman, William (25 de novembro de 1963). «217-Man Cortege Takes Body to Hill». The Washington Post. p. A2
25. ↑  Lowens, Irving (1 de dezembro de 1963). «Accurate Listing of Funeral music». The Washington Star. jfklibrary.org. Consultado em 22 de agosto de 2011
26. ↑  Mossman & Stark 1971
27. 1 2 3  Associated Press 1963, p. 31
28. ↑  Mossman & Stark 1971, p. 190
29. ↑  Kinney, Doris G.; Smith, Marcia; Moser, Penny Ward (Novembro de 1983). «4 days that stopped America; the Kennedy assassination, 20 years later». Life. 6 (24). p. 48
30. ↑  «JFK's Coffin Dumped At Sea». CBS News. 1 de junho de 1999
31. 1 2 3 4  Associated Press 1963, p. 36
32. ↑  United Press International & American Heritage 1964
33. ↑  Mossman & Stark 1971, p. 189
34. ↑  NBC News 1966, pp. 58–59, 83
35. ↑  «Closed Coffin Explained by White House». The Washington Post. Associated Press. 28 de novembro de 1963. p. B8
36. ↑  United Press International (27 de novembro de 1963). «Mrs. Kennedy's Opposition To Open Coffin Explained». The New York Times. p. 18
37. ↑  The New York Times 2003, p. 198
38. ↑  United Press International & American Heritage 1964, p. 45
39. ↑  Hamblin, Dora Jane (6 de dezembro de 1963). «Mrs. Kennedy's Decisions Shaped all the Solemn Pageantry». Life. 55 (23). pp. 48–49
40. 1 2  Mossman & Stark 1971, pp. 190–191
41. ↑  Associated Press 1963, p. 68
42. ↑  NBC News 1966, p. 59
43. 1 2 3  White 1965, p. 14
44. ↑  Santo Pietro, Mary Jo (2002). Father Hartke: His Life and Legacy to the American Theater. Washington D.C.: Catholic University of America Press. ISBN 9780813210827
45. 1 2 3 4  Associated Press 1963
46. ↑  Mossman & Stark 1971, p. 191
47. ↑  NBC News 1966, pp. 64, 69–70
48. ↑  Folliard, Edward T. (24 de novembro de 1963). «Nation's Great File Past Kennedy Bier; Body Lies in State at Capitol Today». The Washington Post. p. A1
49. ↑  Associated Press 1963, pp. 57
50. 1 2  Mudd 2008, p. 132
51. ↑  White 1965, pp. 12, 14
52. ↑  NBC News 1966, pp. 62, 64, 68
53. ↑  Associated Press 1963, pp. 40, 56–57
54. ↑  The New York Times 2003, pp. 359–360, 363
55. ↑  United Press International & American Heritage 1964, pp. 72–73
56. ↑  NBC News 1966, pp. 100, 102
57. ↑  The New York Times 2003, pp. 360, 363
58. ↑  White 1965, pp. 15–16
59. ↑  Nash 1984, pp. 11–12, 153
60. ↑  Mossman & Stark 1971, pp. 194–195
61. ↑  The New York Times 2003, p. 365
62. 1 2  Associated Press 1963, p. 81
63. ↑  NBC News 1966, pp. 104–105
64. ↑  NBC News 1966, pp. 129, 136
65. ↑  United Press International & American Heritage 1964, p. 84
66. ↑  United Press International & American Heritage 1964, pp. 81, 130
67. ↑  Associated Press 1963, pp. 79, 81
68. 1 2  United Press International (26 de novembro de 1963). «Kennedy is 6th President to Lie in Capitol Rotunda». The New York Times. p. 7
69. ↑  Johnson, Haynes; Witcover, Jules (26 de janeiro de 1973). «LBJ Buried in Beloved Texas Hills». The Washington Post. p. A1
70. 1 2  NBC News 1966, p. 133
71. 1 2  Nash 1984, pp. 153–154
72. 1 2 3 4  The New York Times 2003, p. 521
73. ↑  The New York Times 2003, pp. 359, 522
74. 1 2 3  Associated Press 1963, p. 91
75. ↑  The New York Times 2003, pp. 359, 377
76. ↑  NBC News 1966, p. 131
77. ↑  NBC News 1966
78. 1 2 3  Mossman & Stark 1971, p. 198
79. ↑  The New York Times 2003, p. 377
80. 1 2  Mossman & Stark 1971, p. 205
81. ↑  Pakenham, Michael (25 de novembro de 1963). «President's Body Lies in the Capitol». The Chicago Tribune. p. 1
82. ↑  The New York Times 2003, pp. 489–491
83. ↑  Mossman & Stark 1971, pp. 200, 203
84. ↑  United Press International & American Heritage 1964, p. 139
85. ↑  NBC News 1966
86. ↑  Mossman & Stark 1971, pp. 201, 206–207
87. 1 2  Mossman & Stark 1971, pp. 201–202, 205, 210–211, 215
88. 1 2  NBC News 1966, pp. 83, 139, 149
89. 1 2  The New York Times 2003, pp. 491–492
90. ↑  «Irish cadets recall drill at Kennedy funeral 50 years on». RTÉ. 20 de novembro de 2013. Consultado em 9 de fevereiro de 2017
91. 1 2 3 4  The New York Times 2003, p. 469
92. 1 2  Carper, Elsie (26 de novembro de 1963). «Throngs Pay Homage at Bier All Night». The Washington Post. p. A2
93. ↑  The New York Times 2003, p. 522
94. 1 2 3 4  Nash 1984, p. 154
95. ↑  United Press International & American Heritage 1964, p. 131
96. ↑  Albright, Robert C. (26 de novembro de 1963). «Senators Salute Former Colleague». The Washington Post. p. A1
97. ↑  United Press International & American Heritage 1964, p. 100
98. 1 2  Mossman & Stark 1971, p. 206
99. 1 2  NBC News 1966, p. 139
100. ↑  NBC News 1966, pp. 126, 139
101. 1 2  United Press International & American Heritage 1964, p. 114
102. ↑  NBC News 1966, pp. 73, 86, 108
103. ↑  NBC News 1966, pp. 139–140
104. ↑  The New York Times 2003, pp. 488–489
105. 1 2 3  White 1965, pp. 16–17
106. ↑  Johnson, Lyndon (1971). The Vantage Point: Perspectives of the Presidency, 1963-1969. New York: Holt, Rinehart, and Winston. ISBN 9780030844928
107. ↑  Miller 1980, pp. 333–334
108. ↑  Miller 1980, pp. 335–336
109. ↑  The New York Times 2003, pp. 463–464
110. ↑  NBC News 1966, pp. 139–140
111. ↑  Lewis, Alfred E. (26 de novembro de 1963). «Net of Security Blankets Washington». The Washington Post. p. A12
112. 1 2  «Security for de Gaulle Is Tightest in Big Four». The Washington Post. 26 de novembro de 1963. p. C13
113. 1 2 3  Rusk, Dean (1990).  Rusk, Richard; Papp, Daniel S., eds. As I Saw It. New York: W. W. Norton & Company. p. 321. ISBN 0-393-02650-7
114. 1 2 3 4  Ball, George (1982). The Past Has Another Pattern. New York: W.W. Norton Company. pp. 314-315. ISBN 9780393014815
115. ↑  NBC News 1966, pp. 126, 142, 152
116. 1 2  NBC News 1966, p. 140
117. ↑  United Press International (6 de dezembro de 1963). «Mrs. Kennedy Gives Son A Delayed Birthday Party». The New York Times. p. 18
118. 1 2 3  Associated Press 1963, p. 94
119. ↑  CNA. «Are eulogies allowed at funeral masses?». Catholic News Agency (em inglês). Consultado em 25 de novembro de 2023
120. 1 2  Associated Press 1963, pp. 94, 96
121. ↑  Spivak, Alvin (26 de novembro de 1963). «Eternal flame burns at Kennedy gravesite». United Press International. Na missa, o Reverendíssimo Philip Hannan, bispo auxiliar de Washington, leu o discurso de posse do presidente falecido e suas passagens bíblicas favoritas. Esta foi a abordagem mais próxima de um elogio no funeral.
122. 1 2  NBC News 1966, p. 142
123. 1 2  United Press International & American Heritage 1964, p. 142
124. ↑  The New York Times 2003, pp. 466–467
125. 1 2 3 4  Associated Press 1963, p. 96
126. ↑  Flegenheimer, Matt (5 de março de 2012). «Stan Stearns, 76; Captured a Famous Salute». The New York Times. p. B10
127. ↑  The New York Times 2003, pp. 482–483
128. ↑  Mossman & Stark 1971, p. 210
129. ↑  The New York Times 2003, pp. 496
130. ↑  The New York Times 2003, p. 506
131. ↑  White 1965, p. 18
132. ↑  NBC News 1966, pp. 86, 149
133. ↑  NBC News 1966, p. 149
134. ↑  Nash 1984, p. 155
135. 1 2  NBC News 1966, pp. 107, 109–110, 114–115, 120
136. 1 2  Duscha, Julius (25 de novembro de 1963). «Kings, Presidents and Premiers Here». The Washington Post. p. A1
137. ↑  The New York Times 2003, pp. 414–415
138. ↑  NBC News 1966, pp. 140, 157
139. ↑  The New York Times 2003, pp. 463, 537
140. ↑  NBC News 1966, p. 87
141. ↑  United Press International & American Heritage 1964, pp. 140–141
142. 1 2  «Head of State Visits». LBJ Presidential Library. Consultado em 8 de novembro de 2022
143. ↑  Leffler, Melvyn P. (2007). For the Soul of Mankind: The United States, the Soviet Union, and the Cold War. New York: Hill and Wang. p. 192. ISBN 978-0-8090-9717-3
144. ↑  The New York Times 2003, p. 485
145. ↑  NBC News 1966, pp. 156, 158
146. ↑  The New York Times 2003, pp. 534–537
147. ↑  White 1965, pp. 30, 45
148. ↑  Marder, Murrey (27 de novembro de 1963). «Many Talks Held With Dignitaries». The Washington Post. p. A1
149. ↑  Schwartz, Matthew S. «Why is There Such a Large Ethiopian Population in the Washington Region?». Wamu 88.5 American University Radio. Consultado em 14 de março de 2022
150. ↑  The New York Times 2003, p. 3
151. 1 2  Adams, Val (26 de novembro de 1963). «Back to Normal for Radio and TV». The New York Times. p. 75
152. ↑  NBC News 1966, pp. 122–123
153. ↑  Frank, Reuven (1991). Out of Thin Air: The Brief Wonderful Life of Network News. New York: Simon & Schuster. p. 190. ISBN 0-671-67758-6
154. ↑  The New York Times 2003, p. 460
155. 1 2 3 4  Shepard, Richard F. (26 de novembro de 1963). «Television Pools Camera Coverage». The New York Times. p. 11
156. 1 2 3 4  Gardella, Kay (26 de novembro de 1963). «Millions of Viewers Join Kennedy Family in Grief». New York Daily News. p. 88
157. ↑  Mudd 2008, p. 130
158. ↑  White 1965, p. 13
159. 1 2  «Telstar Carries Rites». The Chicago Tribune. Reuters. 26 de novembro de 1963. p. 10
160. ↑  The New York Times 2003, p. 541
161. 1 2 3  Gander, L. Marsland (26 de novembro de 1963). «Funeral Seen in Europe». The Daily Telegraph. p. 19
162. ↑  «Requiem Mass Was Explained By Local Priest». The Washington Post. 27 de novembro de 1963. p. A26
163. ↑  The New York Times 2003, pp. 477–481